# XPeng G3
XPeng G3 — компактный электромобиль-кроссовер производства компании XPeng Motors. Выпускался с ноября 2018 года по декабрь 2023 года.

## История
XPeng G3 дебютировал в январе 2018 года на выставке CES в Лас-Вегасе. По мнению компании XPeng, G3 обозначает Geek3. Название было выбрано после краудсорсингового конкурса имён.
- Вид спереди
- Вид сзади

В июле 2019 года была выпущена модель G3 Long Range с запасом хода 520 км. Запас хода оригинальной модели составляет 401 км.
С 2020 года XPeng G3 экспортируется в Норвегию.

## XPeng G3i
9 июля 2021 года XPeng G3 прошёл рестайлинг и стал называться XPeng G3i. Как и XPeng P7, автомобиль оснащён обновленной интеллектуальной операционной системой для автомобиля (Xmart OS) и системами автономной помощи при вождении XPILOT 2.5.
- Вид спереди
- Вид сзади

## XPeng Identy X
XPeng Identy X оснащён аккумулятором Samsung 18 650 с энергией плотностью 152 Вт⋅ч/кг. Запас хода автомобиля составляет 300 км (190 миль). Разгон до 100 км/ч (0-62 миль/ч) занимает 5,8 секунд или 7,9 секунд (у переднеприводного).
- Вид спереди
- Вид сзади